# وایزینش
وایزینش (به آلمانی: Wiesing) یک منطقهٔ مسکونی در اتریش است که در شواس واقع شده‌است. وایزینش ۱۰٫۳۶ کیلومتر مربع مساحت دارد ۵۶۶ متر بالاتر از سطح دریا واقع شده‌است.